# Bénoué nationalpark
Bénoué nationalpark (franska: Parc National de la Bénoué) är en nationalpark i Kamerun.   Den ligger i regionen Norra regionen, i den nordöstra delen av landet, 600 km nordost om huvudstaden Yaoundé. Bénoué nationalpark ligger i genomsnitt 365 meter över havet. Arean är 1 800 kvadratkilometer.
Parken ligger vid floden med samma namn. Den är främst känd för stora flockar med flodhästar. Andra vanliga djur i nationalparken är lejon, afrikansk buffel, afrikansk elefant, markattartade apor, vårtsvin, ellipsvattenbock och krokodiler.
Terrängen i Bénoué nationalpark är platt åt sydost, men åt nordväst är den kuperad. Den högsta punkten är 717 meter över havet, 4,4 km norr om nationalparkens centrum. Trakten runt Bénoué nationalpark är mycket glesbefolkad, med 5 invånare per kvadratkilometer. Det finns inga samhällen i närheten. Trakten i Bénoué nationalpark är huvudsakligen savann.